# At My Most Beautiful
Singles de R.E.M.
Lotus
(1998) Suspicion
(1999)
Pistes de Up
Hope The Apologist
At My Most Beautiful est une chanson du groupe de rock alternatif R.E.M., sortie en tant que troisième single de l'album Up le 8 mars 1999. 

## Historique et thème
Avec une grande influence des Beach Boys (principalement des chansons de l'époque de Pet Sounds) et des Beatles, l'auteur Michael Stipe voulait que ce soit la chanson la plus romantique qu'il ait jamais écrite.
Selon une interview donnée au site canadien de news Canoë l'inspiration pour cette chanson 
« Cela m'est venu, j'étais en train de monter et descendre en voiture le Santa Monica Boulevard quand j'étais en train de peaufiner le livre le Patti Smith surlequel je travaillais (2XIntro: On The Road With Patti Smith). J'étais toujours en retard. C'est l'un de mes mauvais traits de caractère. J'étais coincé dans la circulation, cette circulation de milieu de journée, sur le Santa Monica Boulevard, mais j'avais des cassettes, et je les écoutais dans la voiture, et j'essayais de trouver des trucs. J'ai écrit la ligne I found a way to make you smile, et j'ai juste pensé, que c'était la plus belle chose au monde,. »
— Michael Stipe

## Clip vidéo
Le clip, réalisé par Nigel Dick montre une violoncelliste, jouée par Rain Phoenix, qui a une multitude de petits accidents en se rendant à une audition de laquelle le groupe est le jury. Le clip est présent sur le DVD In View - qui accompagne la compilation In Time et qui contient les meilleures vidéos du groupe entre 1988 et 2003.

## Face B
La face B du single est une version live de la chanson d'Iggy Pop The Passenger interprétée pendant le show de la BBC Later with Jools Holland R.E.M. special, un set de quatorze chansons enregistré le 8 novembre 1998 et diffusé le 27 octobre 1998.

## Représentations et reprises
At My Most Beautiful a été utilisée :
- Dans le film Collège Attitude (Never Been Kissed)[5]. La chanson est d'ailleurs présente sur la bande originale du film.
- Dans le quatrième épisode de la saison 3 de la série télévisée Smallville : Prisonnier de ses rêves[5].
- Dans le vingt-deuxième épisode de la cinquième saison de la série télévisée La Vie à cinq : Rêve de liberté[5].

## Liste des pistes
Toutes les chansons sont écrites par Peter Buck, Mike Mills et Michael Stipe sauf indication contraire.
CD
1. At My Most Beautiful (Radio Remix)
2. The Passenger (Live, Later with Jools Holland, 27.10.1998) (Iggy Pop)[A 1]
3. Country Feedback (Live, Later with Jools Holland, 27.10.98)[A 1]

Japanese 3 CD
1. At My Most Beautiful (Live, BBC Radio Theatre, London, 25.10.98)[A 2]
2. So. Central Rain (I'm Sorry) (Live, Later with Jools Holland, 27.10.98)[A 1]

Notes
1. 1 2 3  Enregistré pendant le show Later with Jools Holland’s R.E.M. special; 27 octobre 1998.
2. ↑   Enregistré à Londres au BBC Radio Theatre le 25 octobre 1998.

## Charts
| Chart (1991)     | Meilleure position |
| ---------------- | ------------------ |
| Charts irlandais | 28                 |
| Charts anglais   | 10                 |

## Source
- (en) Cet article est partiellement ou en totalité issu de l’article de Wikipédia en anglais intitulé « At My Most Beautiful » (voir la liste des auteurs).